# Flughafen Karpathos

i8
i11
i13
Der griechische Flughafen Karpathos (griechisch Κρατικός Αερολιμένας Καρπάθου, IATA-Code: AOK, ICAO-Code: LGKP) liegt etwa 15 km vom Hauptort Karpathos entfernt am südwestlichen Ende der Insel Karpathos und ist seit 1970 in Betrieb. Die heutige Start- und Landebahn mit 2,4 km Länge und 30 m Breite wurde 1986 fertiggestellt.
Am Flughafen ist kein Instrumentenlandesystem installiert. Neben dem bisher vorhandenen ungerichteten Funkfeuer steht seit 1. Juli 2010 auch ein VOR-Drehfunkfeuer für Landungen aus beiden Richtungen zur Verfügung. Durch die starken Nordwestwinde infolge des Meltemi werden nahezu alle Landungen während der Sommersaison aus Osten auf Piste 30 durchgeführt. Bestimmt der Scirocco im Frühjahr und Herbst die vorherrschende Windrichtung, erfolgt der Anflug aus Westen auf Bahn 12.
Der Flughafen hat keine festen Betriebs-/Öffnungszeiten. Stattdessen werden diese über NOTAM veröffentlicht.

## Fluggesellschaften und Ziele
Ganzjährig gibt es von Karpathos aus nur Verbindungen nach Athen und den Nachbarinseln. In der Sommersaison wird das Angebot von Charter- und Billigfluggesellschaften ergänzt. 
| Airline         | Ziele                                                     |
| --------------- | --------------------------------------------------------- |
| Olympic Air     | ganzjährig: Athen, Rhodos, Kasos, Kreta (Sitia)           |
| Volotea         | saisonal: Venedig, Neapel                                 |
| Neos            | saisonal: Mailand-Malpensa, Bergamo, Verona, Bologna, Rom |
| Eurowings       | saisonal: Graz, Salzburg, Innsbruck                       |
| Austrian        | saisonal: Wien                                            |
| TUIfly          | saisonal: Amsterdam                                       |
| Marabu Airlines | saisonal: München                                         |
| Smartwings      | saisonal Charter: Prag                                    |

## Ausstattung
Es gibt keine Busverbindung zum Flughafen. Die Anfahrt muss daher mit dem eigenen PKW oder Taxi erfolgen. Pauschaltouristen werden mit Bussen der Reiseveranstalter abgeholt und Mietwagen werden auf Bestellung an den Flughafen gebracht.
Im Juli 2009 wurde als Ersatz für das bisherige Abfertigungsgebäude ein neues Terminal in Betrieb genommen, das den Erfordernissen eines modernen Flughafenbetriebs gerecht wird. Ankunfts- und Abflugbereich sind innerhalb des Gebäudes voneinander getrennt. Zudem wurde eine automatische Gepäckförderanlage installiert. Im öffentlichen Bereich befinden sich mehrere Check-in-Schalter, ein Laden sowie die Schalter einiger Autovermietungen. Hinter der Sicherheitskontrolle schließt eine große Wartehalle an, die über mehrere Ausgänge zur Luftseite verfügt. Hier wurde auch ein Duty-free-Shop eingerichtet. Das Terminal verfügt über keine Fluggastbrücken, weswegen die Passagiere von und zu den Flugzeugen per Bus transportiert werden.
Auf der Landseite ist dem Terminal eine Vorfahrt und ein Parkplatz vorgelagert.

## Bilder

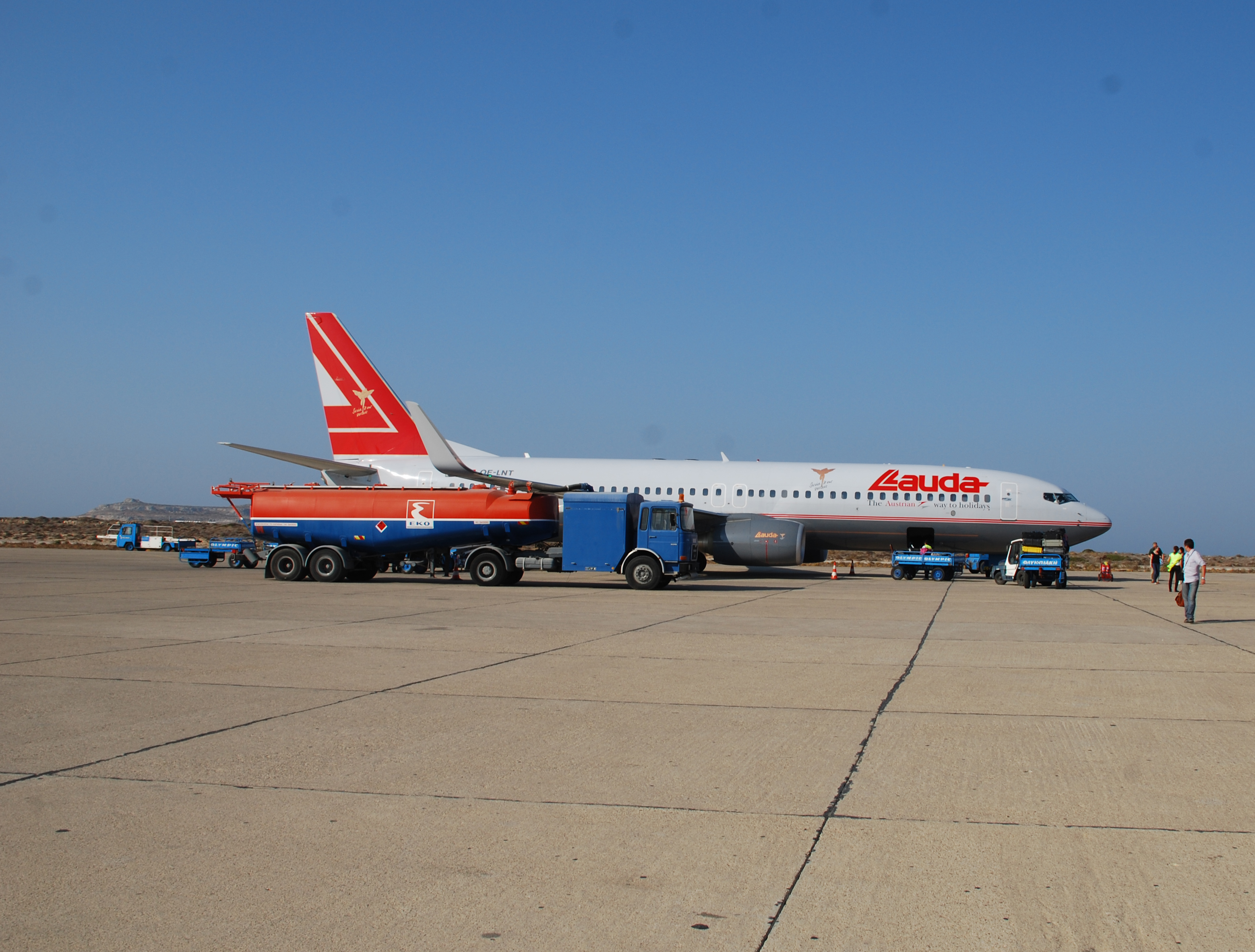
Lauda Air Boeing 737-800 auf dem Vorfeld
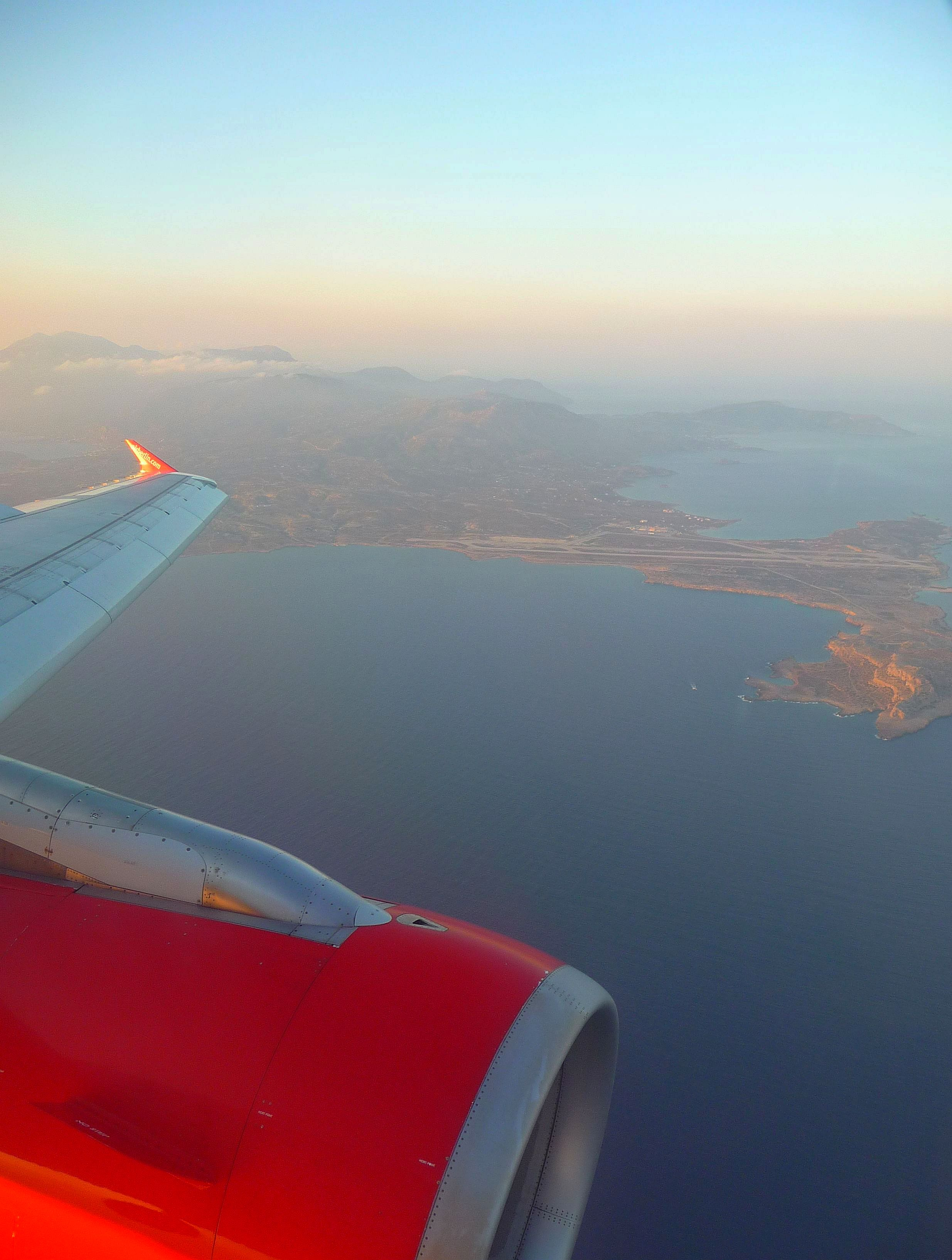
Anflug auf den Flughafen Karpathos in der Abendsonne
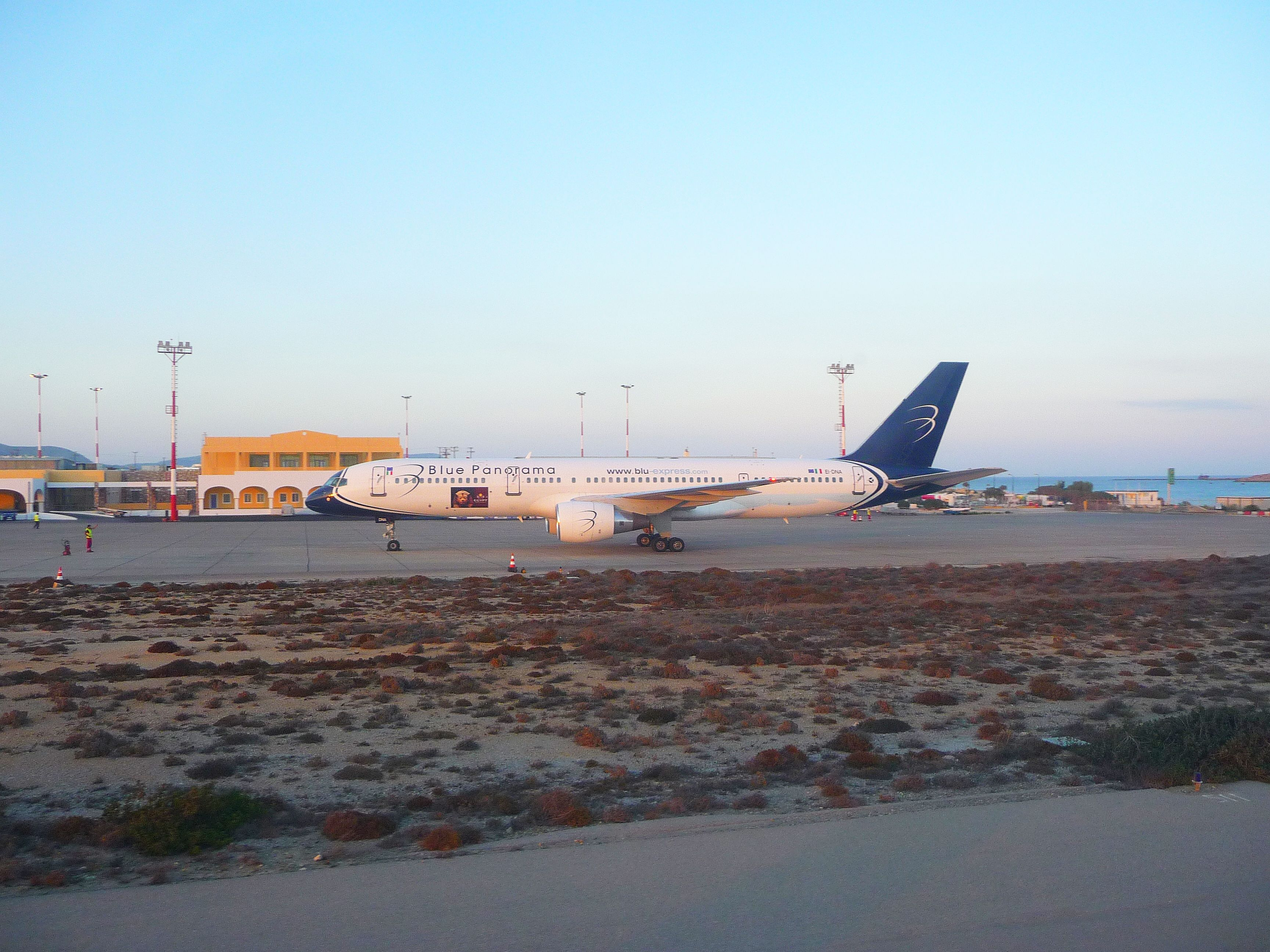
Blue Panorama Boeing 757-200 auf dem Vorfeld
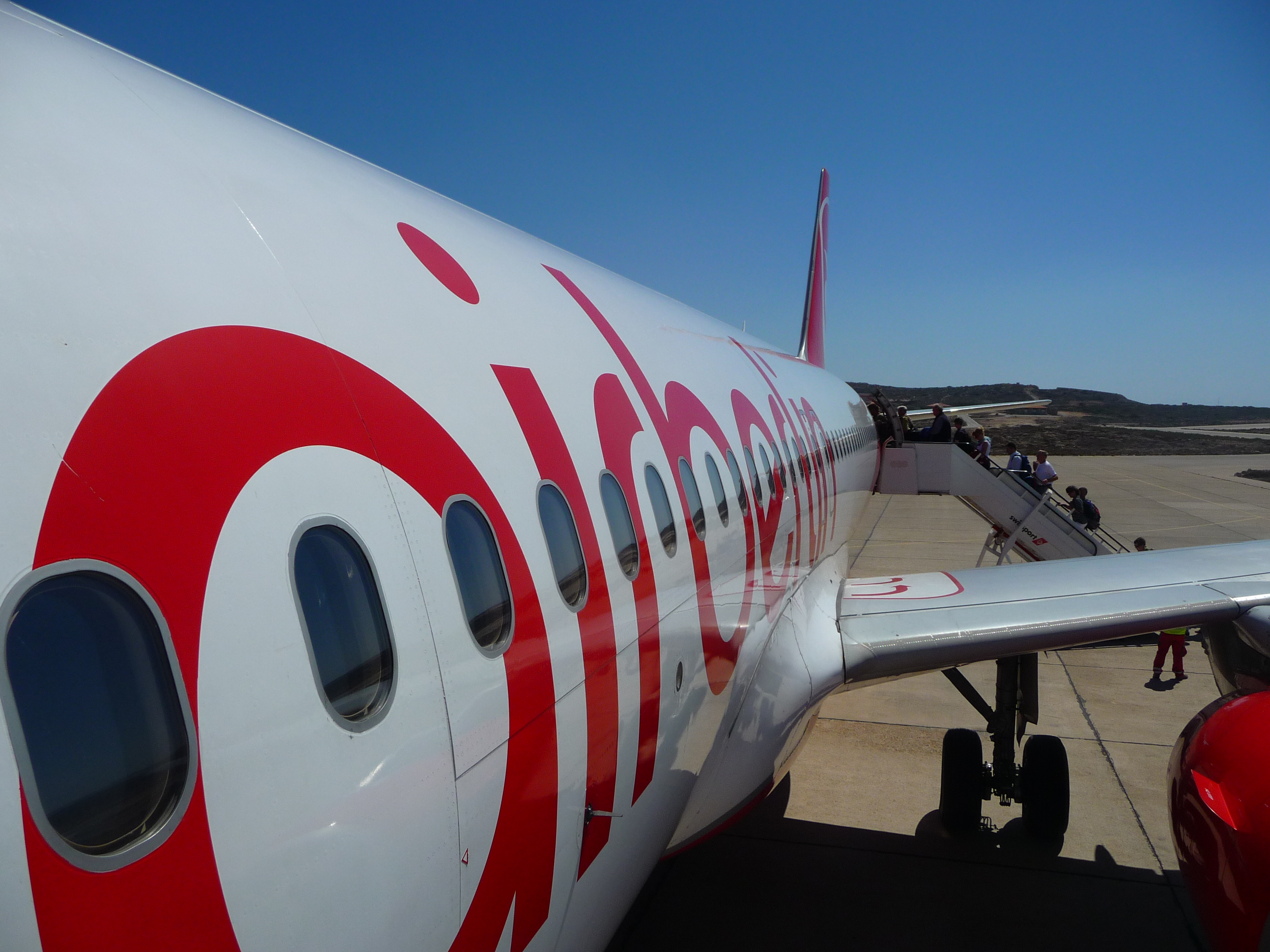
Boarding eines Airbus A320 der Air Berlin
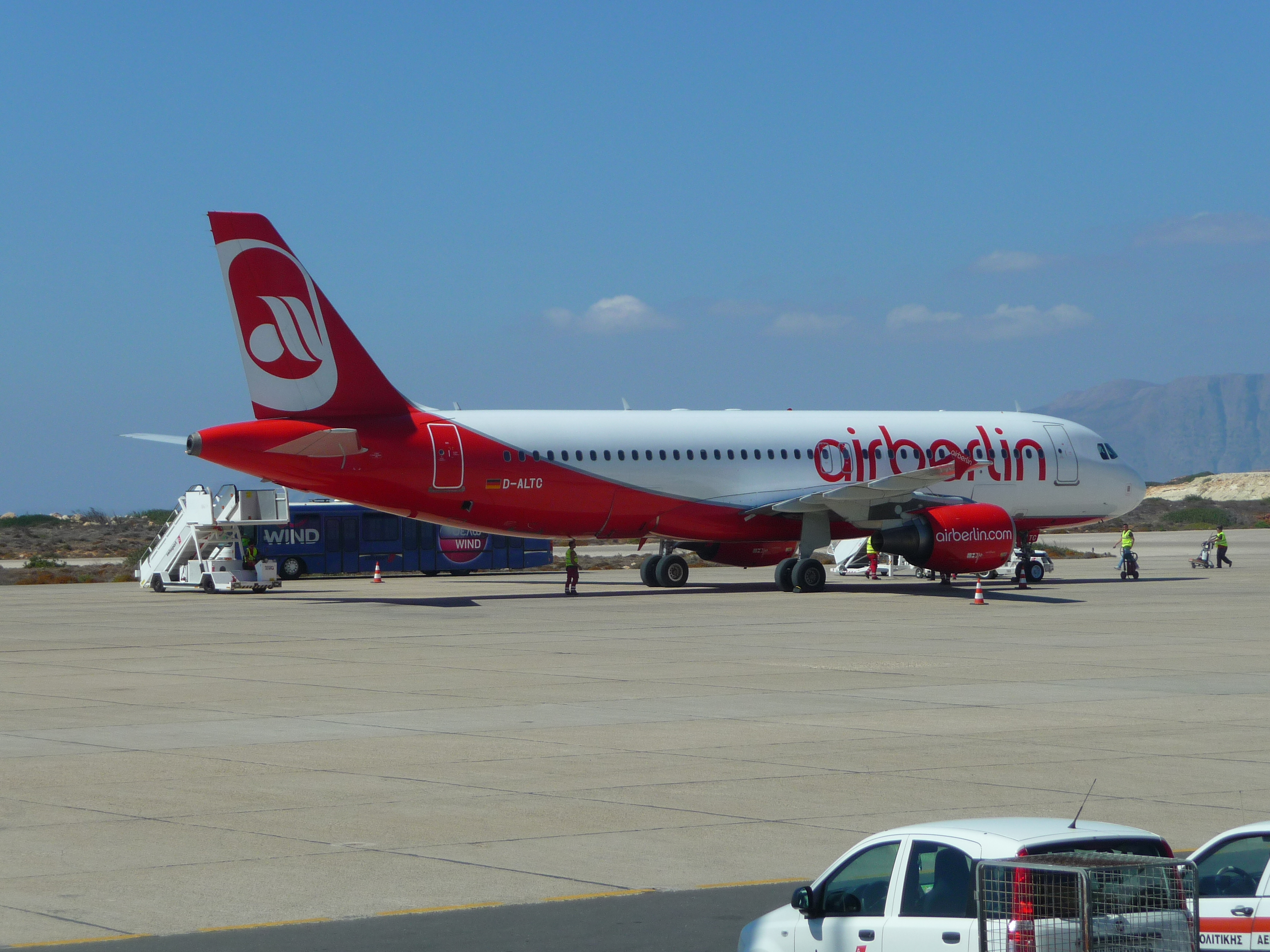
Air Berlin Airbus A320 auf dem Vorfeld